# Liparis dulkeiti
Liparis dulkeiti is een straalvinnige vissensoort uit de familie van snotolven (Cyclopteridae). De wetenschappelijke naam van de soort is voor het eerst geldig gepubliceerd in 1930 door Soldatov.